# 下水头乡
下水头乡，是中华人民共和国山西省朔州市平鲁区下辖的一个乡镇级行政单位。

## 行政区划
下水头乡下辖以下地区：
下水头村、大松沟村、石洼村、上石窑村、下石窑村、下井村、白养沟村、上井村、上水头村、另山村、口子上村、窑上村、东昌峪村、上乃河村、下乃河村、中井村、祝马会村、南坪村、只泥泉村、东山上村、韭菜庄村、南辛庄村、下纸房村、王家窑村、信虎辛窑村和黄土坡村。